# Tejido conectivo denso
El tejido conectivo denso, también llamado tejido fibroso denso, es un tipo de tejido conectivo con fibras como su elemento matriz principal. Las fibras están compuestas principalmente de colágeno tipo I. Apiñadas entre las fibras de colágeno hay filas de fibroblastos, células formadoras de fibras, que generan las fibras. El tejido conectivo denso forma estructuras fuertes, similares a cuerdas, como tendones y ligamentos. Los tendones unen los músculos esqueléticos a los huesos; los ligamentos conectan los huesos con los huesos en las articulaciones. Los ligamentos son más elásticos y contienen más fibras elásticas que los tendones. El tejido conectivo denso también forma las capas inferiores de la piel (dermis), donde está dispuesto en láminas.

## Clasificación
Se clasifica como tejido conectivo regular denso o tejido conectivo irregular denso.